# Hack-a-Shaq

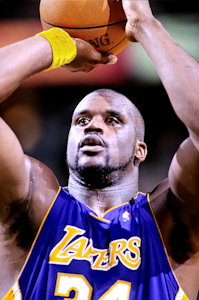
Il termine Hack-a-Shaq è stato inventato proprio per Shaquille O'Neal.

L'Hack-a-Shaq è una strategia utilizzata nella pallacanestro inventata nell'NBA da Don Nelson, ex allenatore dei Dallas Mavericks, che consiste nel fare fallo intenzionalmente sul giocatore della squadra avversaria le cui percentuali di tiro libero siano molto basse, in modo da mandarlo alla lunetta ripetutamente e mettere così in difficoltà la squadra avversaria. 
Nelson inizialmente inventò questa strategia contro i Chicago Bulls per Dennis Rodman. In ogni caso, questa strategia ha assunto il nome di Shaquille O'Neal, poiché molti allenatori la usavano contro di lui, considerate le sue basse percentuali ai liberi. La strategia viene spesso rinominata quando viene usata contro qualche giocatore in particolare, per esempio Hack-a-Howard per Dwight Howard o Hack-a-Drummond per Andre Drummond.

## Nome
Il nome fu inventato per giocare sull'assonanza dei termini hack, che fa parte dello slang americano della pallacanestro per riferirsi a un fallo personale, e Shaq, soprannome di Shaquille O'Neal. Nonostante il nome della strategia sia informale, non è stato ancora designato in altro modo e per questo è usato anche in contesti di conversazioni formali ai vertici dell'NBA.
Il nome Hack-a-Shaq fu usato inizialmente durante la carriera college di O'Neal a LSU e durante quella professionistica agli Orlando Magic. A quei tempi, tuttavia, il termine si riferiva semplicemente allo stile di gioco duro che adottavano gli avversari per evitare che Shaq segnasse facilmente e facevano di tutto per fermarlo prima che tirasse o schiacciasse, utilizzando tecniche che variavano dallo spingerlo al saltargli addosso.

## Contesto

### Strategia dei ripetuti falli intenzionali
Commettere ripetuti falli intenzionali è una strategia difensiva spesso usata dalle squadre che sono in svantaggio durante la partita. Fare fallo ripetutamente al peggior tiratore dei liberi della squadra avversaria abbassa il suo peso offensivo e inoltre contribuisce a fermare il cronometro. La squadra che fa l'hack si assicura che la squadra avversaria segni pochi punti (viste le scarse doti del giocatore che subisce il fallo) e allo stesso tempo non fa scorrere il cronometro, aumentando le proprie possibilità di rimonta.

### Wilt Chamberlain
Wilt Chamberlain era uno dei giocatori più dominanti della sua epoca ma uno scarso tiratore di liberi (51% in carriera) e perciò molte squadre gli facevano fallo intenzionalmente per cercare di limitarlo. Spesso durante i finali di partita Wilt risultava inefficace perché gli avversari gli facevano continuamente fallo e le sue prestazioni dalla lunetta erano deludenti. 
L'NBA decise così di inventare la regola dell'off-the-ball fouls, ovvero dei falli al giocatore senza palla: se negli ultimi due minuti di gioco una squadra commette intenzionalmente fallo a un giocatore avversario, non in possesso della palla o in lotta per averla, è punita non solo con i due tiri liberi ma anche con il possesso all'altra squadra.

## Nascita dell'Hack-a-Shaq

### L'innovazione di Nelson
Negli anni '90 Don Nelson era convinto che quando ci si trova con un pessimo tiratore di liberi nella squadra avversaria fargli l'hack sia una situazione molto vantaggiosa in quanto fa fare alla squadra avversaria comunque meno punti di quanti ne farebbe contro una difesa standard. Prima di Nelson le squadre usavano l'hack solamente per bloccare il cronometro e non per ridurre i punti degli avversari. Nelson invece, iniziò ad usare l'hack prima dei due minuti finali di gioco, in modo da non violare la regola dell'off-the-ball e riducendo allo stesso tempo i punti avversari.
Gregg Popovich, ex allenatore dei San Antonio Spurs, usò questa strategia (con successo) in Gara 5 del primo round dei Playoffs 2008 contro i Phoenix Suns di Shaquille O'Neal. In particolare Shaq segnò solo 9 dei 20 liberi che tirò e i Suns finirono la gara con 20-37 FT. I Suns persero la gara 92-87, venendo eliminati dai Playoffs.

### Hack-a-Rodman
Nelson aveva usato questa tattica inizialmente contro Dennis Rodman dei Chicago Bulls nel 1997. Prima della gara tra i Mavs e i Bulls Rodman aveva tirato i liberi al 38%. Tuttavia Nelson non poteva fare fallo su Rodman per tutta la partita intenzionalmente, altrimenti i suoi giocatori avrebbero avuto eccessivi problemi di falli, e perciò decise di schierare in campo, in certi momenti, giocatori poco utilizzati che potessero spendere falli senza pregiudicare la squadra.
Nella gara Rodman, però, realizzò 9-12 FT (Il 75%, un miglioramento del 37% rispetto alla sua media stagionale), rendendo così la strategia di Nelson perdente. I Bulls infatti vinsero la gara e l'hack venne per il momento abbandonato. Bubba Wells, giocatore di Dallas, in quella partita realizzò quello che allora era il record NBA di tutti i tempi di 6 falli commessi in 3 minuti.
Nelson non si diede per vinto e nel 1999 rivisitò la strategia, usandola proprio contro Shaquille O'Neal (52% ai liberi in carriera). Anche altri allenatori scelsero di seguire Nelson per fermare Shaq con buoni risultati. Perciò, sebbene questa strategia sia stata adottata inizialmente contro Rodman, prende il nome di Shaquille O'Neal per via della sua maggior efficacia.

## Problemi per la Lega
L'utilizzo dell'Hack-a-Shaq ha portato diversi problemi all'NBA. Durante i Playoffs 2000 ci furono due partite in particolare (contro i Portland Trail Blazers e contro gli Indiana Pacers) in cui la strategia dell'hack è stata utilizzata in maniera significativa. Ci furono diverse discussioni riguardo l'amplificare la regola dell'off-the-ball foul per scoraggiare le squadre dall'attuare questa strategia non solo nei due minuti finali ma anche precedentemente. L'NBA però decise di non intervenire prendendo nuove misure, poiché i Lakers di Shaq erano comunque riusciti a vincere entrambe le partite; visto che la strategia non era andata a buon fine la Lega pensava che automaticamente le squadre sarebbero state scoraggiate in futuro a replicare l'hack.

## Uso contro altri giocatori recenti

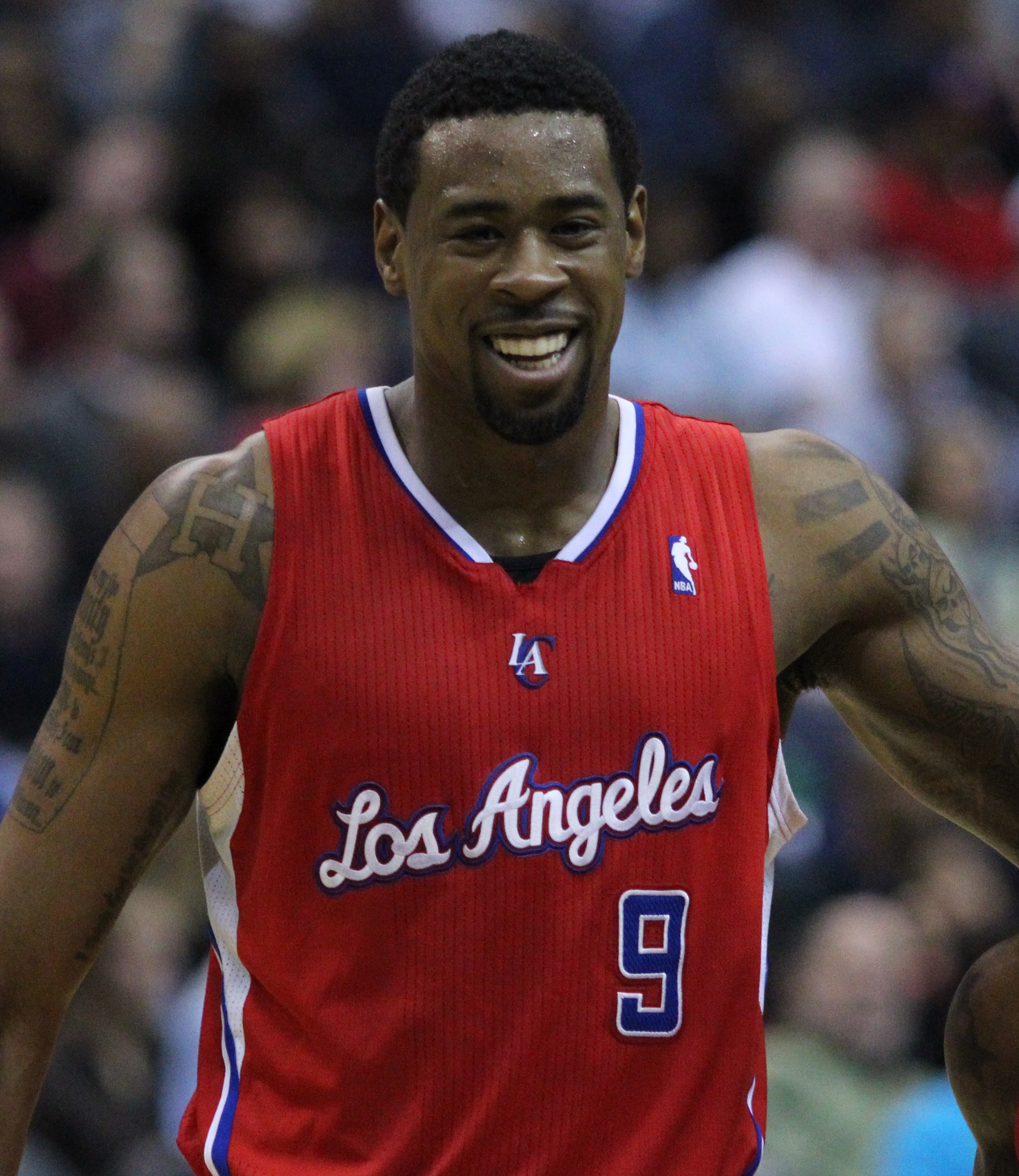
De Andre Jordan è stato tra le vittime preferite di questa strategia.

Ben Wallace che in carriera ha realizzato solo il 42% dei suoi liberi fu, per esempio, un'altra vittima dell'hack. 

Il 12 gennaio 2012 i Golden State Warriors attuarono l'hack a Dwight Howard, allora centro degli Orlando Magic. Howard arrivò in quella gara a tirare addirittura 39 tiri liberi, il che divenne un record di tutti i tempi NBA, superando i 34 tentativi di Wilt Chamberlain in una partita del 1962. Howard prima della gara aveva segnato il 42% dei tiri liberi in quella stagione e il 60% in carriera. Riuscì a realizzare 21 dei 39 tentativi e finì quella gara con 45 punti e 23 rimbalzi. I Magic vinsero per 117-109. 
Durante i Playoffs 2015, Howard, che militava negli Houston Rockets fu nuovamente vittima dell'hack, in particolare nella gara 2 valida per la semifinale della Western Conference contro i Los Angeles Clippers. I Rockets in quella gara tirarono ben 64 liberi, e Howard finì la partita con 8-21 FT. In cambio l'allenatore Kevin McHale ricambiò la strategia attuandola contro DeAndre Jordan, che era già vittima di hack da tempo viste le sue pessime percentuali dai tiri liberi. 